# Pseudophilautus variabilis
Pseudophilautus variabilis là một loài ếch đã tuyệt chủng trong họ Rhacophoridae. Nó là loài đặc hữu của Sri Lanka.